# Симмонс, Глин
Глин Симмонс (англ. Glynn Simmons) — американец, неправомерно осуждённый в американском штате Оклахома в 1975 году за убийство Кэролин Сью Роджерс в 1974 году. После того, как его оправдали, он был освобожден из тюрьмы в 2023 году в возрасте 70 лет, проведя в заключении 48 лет.
Его тюремное заключение после неправомерного осуждения считается самым длительным в истории США.

## Уголовное дело
30 декабря 1974 года двое вооруженных мужчин ограбили винный магазин в Эдмонде, штат Оклахома, и, когда 30-летняя Кэролин Сью Роджерс, продавщица магазина, подняла трубку телефона, один из грабителей выстрелил ей в голову и убил ее. Покупательница, 18-летняя Белинда Браун, также получила огнестрельное ранение в голову, но она выжила.
Во время расследования этого преступления полиция также расследовала серию других подобных ограблений и убийство. 4 февраля 1975 года в сельской местности недалеко от Оклахома-Сити были найдены тела двух мужчин. 5 февраля был арестован Леонард Паттерсон, который затем признался в убийствах двух мужчин. Полиция узнала, что 19 января 1975 года Леонард Паттерсон был на вечеринке в доме Дороти Норрис в Оклахома-Сити. Она была тетей 22-летнего Глинна Симмонса, который переехал туда из своего дома в Харви, штат Луизиана, чтобы устроиться на работу. Полиция начала опрашивать всех, кто был на вечеринке, и предъявлять их для опознания, включая Симмонса. Белинда Браун опознала Симмонса и 21-летнего Дона Робертса, который также был на вечеринке, как грабителей винного магазина. 8 февраля 1975 года после опознания полиция арестовала Симмонса и Робертса, и им было предъявлено обвинение в убийстве. Однако Симмонс дал показания о том, что 30 декабря 1974 года он был в Харви, Луизиана, и провел день, играя в бильярд с друзьями. Его алиби подтвердили четыре свидетеля.
Тем не менее, 5 июня 1975 года Симмонс и Робертс были признаны виновными в убийстве. В июле 1975 года они оба были приговорены к смертной казни. Поскольку в 1972 году Верховный суд США постановил, что смертная казнь в США является неконституционной, Верховный суд Оклахомы в 1976 году постановил, что все смертные приговоры, вынесенные до 24 июля 1976 года, должны быть заменены пожизненным заключением без права досрочного освобождения.
В 1995 году Роберт Майлфелт, прокурор, написал письмо Симмонсу, в котором говорилось, что единственный свидетель, который его опознал, хотел подумать об опознании на следующий день. Он написал, что Браун описала Симмонса как человека ростом более 180 сантиметров и весом более 90 килограмм, «физическое описание, сильно отличающееся от телосложения мистера Симмонса в то время. Присяжные в тот день в то время признали его виновным, однако, это было одно из немногих дел, в которых я участвовал, вердикт по которому через неделю мог бы быть иным». Дважды Майлфелт писал письма в Совет по помилованию и условно-досрочному освобождению Оклахомы, поддерживая Симмонса в его ходатайстве об условно-досрочном освобождении, но в условно-досрочном освобождении ему неоднократно отказывали. Симмонс продолжал пытаться доказать свою невиновность, подав ходатайство о смягчении наказания после вынесения приговора, которое было отклонено в 1997 году. Он подал федеральное ходатайство о выдаче приказа хабеас корпус в 1997 году, но оно также было отклонено.
В январе 2023 года адвокаты Симмонса Джозеф Норвуд и Джон Койл подали измененное ходатайство о смягчении наказания после вынесения приговора, в котором ссылались на нераскрытие обвинением полицейского отчета, в котором говорилось, что Браун изначально опознала двух других мужчин, и отмечалось, что на самом деле Браун опознала еще четырех человек во время восьми процедур опознания. В ходатайстве также отмечалось, что в дополнение к четырем свидетелям, которые дали показания на суде о том, что Симмонс был в Харви, присутствовали еще два свидетеля, которые должны были дать аналогичные показания, но они этого не сделали после того, как адвокат защиты Симмонса отверг их показания как совокупные. В ходатайство были включены письменные показания еще пяти человек, которые заявили, что видели Симмонса в Харви во время преступления.
В апреле 2023 года окружной прокурор округа Оклахома Вики Бехенна, которая была главой проекта Oklahoma Innocence Project до избрания окружным прокурором в 2022 году, подала ходатайство об отмене обвинительного приговора Симмонса. 20 июля 2023 года судья окружного суда Эми Палумбо отменила обвинительный приговор Симмонса и назначила новое судебное разбирательство. 22 июля 2023 года Симмонс был освобожден под залог. 11 сентября 2023 года Бехенна объявила, что прокуратура не будет требовать повторного суда, и прекратила дело. 19 сентября 2023 года судья Палумбо удовлетворила ходатайство, поданное Бехенной о прекращении дела. В октябре 2023 года Симмонс подал ходатайство с требованием о признании невиновности, чтобы затем потребовать компенсацию от штата Оклахома. Судья окружного суда округа Оклахома Эми Палумбо вынесла такое решение 19 декабря 2023 года.
Соответчик Симмонса Дон Робертс был освобожден условно-досрочно в 2008 году, и Джозеф Норвуд заявил, что его фирма будет добиваться отмены приговора и Симмонса.
13 августа 2024 года Симмонсу была присуждена компенсация за неправомерное осуждение в размере 7 000 000 долларов США.